# Население на Тонга
Населението на Тонга през 2016 г. е 100 651 души.

## Възрастов състав
(2005)
- 0 – 14 години: 36,2 % (мъже 20 738/ жени 19 907)
- 15 – 64 години: 59,7 % (мъже 33 226/ жени 33 853)
- над 65 години: 4,2 % (мъже 2031/ жени 2667)

## Етнически състав
- 98% тонгоанци
- 2% други (европейци, смесена раса, други тихоокеанци)

## Религия
- 64,9% – протестанти
- 16,8% – мормони
- 15,6% – католици
- 2,7% – други

## Език
Официални езици са английски и тонгански.